# Bergsyra
Bergsyra, äkta bergsyra (Rumex acetosella) är en art i växtfamiljen slideväxter. 
En underart är rödsyra, Rumex tenuifolius (Wallr) O Schwarz.

## Synonymer

### Vetenskapliga namn
Rumex vulgaris, (W D J Koch) Fourr.

### Svenska traditionella namn
- Harefötter och harfotablomster i Närke (I Småland avser dock harefötter en annan art, som inte alls är släkt med bergsyra, nämligen kattfot, Gnaphalium dioicum.) [1]

## Beskrivning
Bergsyra är en flerårig skildkönad ört, d.v.s. somliga individer bär bara hanblommor, andra individer bara honblommor. Blommorna är små och röda.

## Utbredning
Bergsyra förekommer allmänt i så gott som alla jordens tempererade områden. I Nordamerika är denna växt dock inte ursprunglig. I Sverige är den vanlig överallt, utom längst i norr.
Bladen innehåller oxalsyra, vilket gör att de smakar syrligt, när man tuggar på dem. Det är detta som givit upphov till ordledet syra i växtens namn.
Den virtuella floran (se extern länk nedan) uppger att bergsyra är giftig, men Giftinformationscentralen nämner den inte alls i sin lista över giftiga växter. Förklaringen till skillnaden torde vara att oxalsyra är farligt att intaga i stora mängder, medan mindre mängder är ofarligt. Man kan jämföra med spenat som innehåller oxalater och rabarber, som får sin sura smak av oxalsyra, men som båda kan förtäras utan betänkande, och rentav är nyttigt, så länge man inte är allergisk mot oxalsyra och dess salter.

## Etymologi
Rumex är helt enkelt namnet på klassiskt latin av det växtsläkte, som bergsyra tillhör.
Acetocella är diminutiv av latin acetosus = sur, d.v.s. bergsyrans blad är en aning syrliga. (Jämför kemins acetat, ättiksyrans salter.)
Tenuifolius betyder "med långsträckta blad".
Vulgaris innebär allmän, vanlig, av latin vulgus = folk.